# 17e étape du Tour d'Espagne 2008

La dix-septième étape du Tour d'Espagne 2008 s'est déroulée le mercredi 17 septembre 2008 entre Zamora et Valladolid. Elle a été remportée au sprint par le Belge Wouter Weylandt (Quick Step).

## Récit
Pedro Horrillo (Rabobank) et José Ruiz Sánchez (es) (Andalucia-Cajasur) s'échappent après 12 kilomètres de course. Ils comptent jusqu'à plus de huit minutes d'avance. Les équipes Astana, Euskaltel-Euskadi et Silence-Lotto contrôlent cependant le peloton et reprend les deux coureurs à six kilomètres de l'arrivée.
À 15 km de Valladolid, le peloton se scinde en deux groupes, piégeant notamment les sprinters Erik Zabel et Tom Boonen, vainqueur la veille. L'équipe Caisse d'Épargne parvient à opérer la jonction après 5 km de poursuite.
En raison d'une crevaison, Zabel ne peut pas disputer la victoire d'étape. Boonen a lui choisi de rester en queue de peloton. L'équipe Quick Step mène cependant le peloton dans le final pour emmener le jeune Wouter Weylandt. Celui-ci remporte l'étape devant Matti Breschel et Alexandre Usov.
La tête du classement général n'est pas modifiée. Greg Van Avermaet (Silence-Lotto), sixième de l'étape, reprend le maillot bleu de leader du classement par points.
Sylvain Chavanel (Cofidis), porteur du maillot or pendant une journée, n'a pas pris le départ pour préparer les championnats du monde. Sébastien Joly (La Française des jeux) a abandonné en cours d'étape.

## Classement de l'étape
| \| 1. Wouter Weylandt \| Quick Step \| en \| 3 h 18 min 48 s \| \| 2. Matti Breschel \| CSC-Saxo Bank \| \| m.t. \| \| 3. Alexandre Usov \| AG2R La Mondiale \| \| m.t. \| \| 4. Koldo Fernández \| Euskaltel-Euskadi \| \| m.t. \| \| 5. Heinrich Haussler \| Gerolsteiner \| \| m.t. \| \| 6. Greg Van Avermaet \| Silence-Lotto \| \| m.t. \| \| 7. Oscar Gatto \| Gerolsteiner \| \| m.t. \| \| 8. Sébastien Hinault \| Crédit agricole \| \| m.t. \| \| 9. Mauro Santambrogio \| Lampre \| \| m.t. \| \| 10. Claudio Corioni \| Liquigas \| \| m.t. \| |                   |    |                 |
| 1. Wouter Weylandt | Quick Step        | en | 3 h 18 min 48 s |
| 2. Matti Breschel | CSC-Saxo Bank     |    | m.t.            |
| 3. Alexandre Usov | AG2R La Mondiale  |    | m.t.            |
| 4. Koldo Fernández | Euskaltel-Euskadi |    | m.t.            |
| 5. Heinrich Haussler | Gerolsteiner      |    | m.t.            |
| 6. Greg Van Avermaet | Silence-Lotto     |    | m.t.            |
| 7. Oscar Gatto | Gerolsteiner      |    | m.t.            |
| 8. Sébastien Hinault | Crédit agricole   |    | m.t.            |
| 9. Mauro Santambrogio | Lampre            |    | m.t.            |
| 10. Claudio Corioni | Liquigas          |    | m.t.            |

## Classement général
| \| 1. Alberto Contador \| Astana \| en \| 69 h 53 min 52 s \| \| 2. Levi Leipheimer \| Astana \| + \| 1 min 17 s \| \| 3. Carlos Sastre \| CSC-Saxo Bank \| + \| 3 min 41 s \| \| 4. Ezequiel Mosquera \| Xacobeo Galicia \| + \| 4 min 35 s \| \| 5. Robert Gesink \| Rabobank \| + \| 5 min 49 s \| \| 6. Alejandro Valverde \| Caisse d'Épargne \| + \| 6 min 00 s \| \| 7. Joaquim Rodríguez \| Caisse d'Épargne \| + \| 6 min 11 s \| \| 8. Egoi Martínez \| Euskaltel-Euskadi \| + \| 8 min 56 s \| \| 9. David Moncoutié \| Cofidis \| + \| 9 min 32 s \| \| 10. Oliver Zaugg \| Gerolsteiner \| + \| 10 min 01 s \| |                   |    |                  |
| 1. Alberto Contador | Astana            | en | 69 h 53 min 52 s |
| 2. Levi Leipheimer | Astana            | +  | 1 min 17 s       |
| 3. Carlos Sastre | CSC-Saxo Bank     | +  | 3 min 41 s       |
| 4. Ezequiel Mosquera | Xacobeo Galicia   | +  | 4 min 35 s       |
| 5. Robert Gesink | Rabobank          | +  | 5 min 49 s       |
| 6. Alejandro Valverde | Caisse d'Épargne  | +  | 6 min 00 s       |
| 7. Joaquim Rodríguez | Caisse d'Épargne  | +  | 6 min 11 s       |
| 8. Egoi Martínez | Euskaltel-Euskadi | +  | 8 min 56 s       |
| 9. David Moncoutié | Cofidis           | +  | 9 min 32 s       |
| 10. Oliver Zaugg | Gerolsteiner      | +  | 10 min 01 s      |